# 古典制約
古典制約（英語：classical conditioning，又稱巴夫洛夫制約、反應制約、alpha制約），是一种關聯性学习。俄羅斯心理學家伊凡·彼得羅維奇·巴夫洛夫將这種產生制約行为的学习形態描述为「动物对特定制約刺激的反应」。最简单的形式，是亞里斯多德曾經提出的「接近律」，也就是當兩件事物經常同時出現時，大腦對其中一件事物的記憶會附帶另外一件事物。
古典制約理論一開始的重點放在反射行為或是非自願行為，任何一個反射都是「中性刺激」與「產生的反應」兩者的關係。近年來對古典制約理論所做的反射限制被拋棄，且自願行為的制約刺激也成為重要研究。

## 概觀
古典制約的典型範例，包含了可重複的中性刺激和非制約刺激。非制約刺激能夠引起非制約反應，且不需要經過學習；非制約刺激和非制約反應的關係，稱做「非制約反射」。制約刺激則是能夠引起制約反應的初始中性刺激，這是需要學習的。且制約刺激與心理學上立即性和長期性的期待、滿足與恐懼有關，制約刺激和制約反應的關係，稱做「制約反射」。當非制約刺激重複性地或是猛烈地伴隨著某個中性刺激，這個中性刺激會成為一個制約刺激，並產生制約反射。
以下實驗俱可簡化為三部分：
- 非制約前提：非制約刺激 US → 非制約反應UR
- 非制約插入：非制約刺激 US + 中性刺激NS → 非制約反應 UR
- 制約效果：制約刺激 CS（=中性刺激 NS） → 制約反應 CR（=非制約反應）

### 原則
- 习得：将条件刺激与无条件刺激多次结合呈现，可以获得条件反应和加强条件反应。如将声音刺激与喂食结合呈现给狗，狗便会获得对声音的唾液分泌反应。
- 消退：对条件刺激反应不再重复呈现无条件刺激，即不予强化，反复多次后，已习惯的反应就会逐渐消失，如学会对铃声产生唾液分泌的狗，在一段时间听到铃声而不喂食之后，可能对铃声不再产生唾液分泌反应。

- 自发恢复（spontaneous recovery）：消退了的条件反应，即使不再给予强化训练，也可能重新被激发，再次出现，这称为自然恢复作用。
- 泛化：指某种特定条件刺激反应形成后，与之类似的刺激也能激发相同的条件反应，如狗对铃声产生唾液分泌反应后，对近似铃声的声音也会产生反应。「一朝被蛇咬，十年怕草绳」便是获得与泛化的一个例证。
- 差异：辨别相似但不同刺激的能力。生物体在相似刺激间的辨别随着辨别训练而变得非常敏锐，继而渐渐知道哪一种与事件相关的信号能够预测UCS的到来，哪些则不能。

### 伊萬·巴甫洛夫的狗

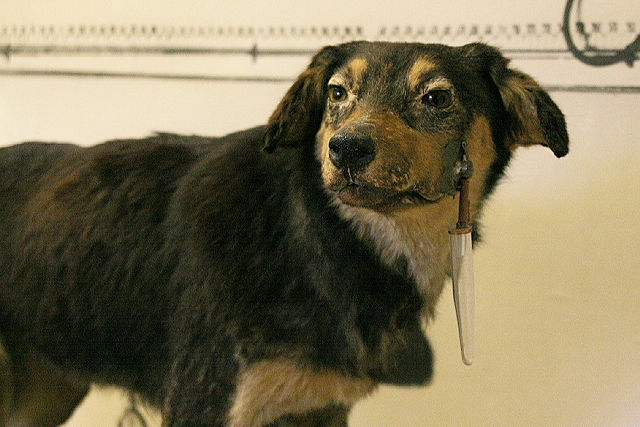
巴甫洛夫的狗，巴甫洛夫博物馆，2005

古典制約最著名的例子，是巴甫洛夫的狗的唾液制約反射。狗能夠对食物自然而然的分泌唾液，此時巴甫洛夫將食物看作非制約刺激、唾液分泌看作非制約反應，並將兩者的關係稱為非制約反射。而如果在提供食物之前的幾秒鐘發出一些作為中性刺激的聲響，將會使得這個聲響轉變為制約刺激，能夠單獨在沒有食物的狀況下引起作為制約反應的唾液分泌，兩者的關係則被稱做制約反射。
這種與食物相關的刺激與所引起的反應的關係便是所謂古典制約。食物引起唾液分泌是先天性的，而聲響之所以能夠引起唾液分泌，源自動物個體的所經歷的經驗。
本實驗簡化如下：
- 食物  =>唾液分泌
- 食物  + 聲音  =>唾液分泌
- 聲音  =>唾液分泌

### 約翰·華生的小阿爾伯特
約翰·華生認為人類的情緒（如恐懼）也能被制約，並相信行為的產生，能夠透過由非制約刺激伴隨原來無法產生任何反應的中性刺激，在自然而然地產生非制約反應之後，使中性刺激成為能夠單獨產生制約反應的制約刺激。
在他的實驗中，華生先製造一個恐懼反應，對象是醫院中一位孤兒阿爾伯特。在實驗開始之前，華生經過測試之後發現這位男孩不害怕包括老鼠、兔子、猴子、狗、棉絮和沒有頭髮的面具之類的東西，並發現阿爾伯對鐵鎚敲打的巨大聲響產生恐懼。
為了使阿爾伯特對老鼠產生恐懼的制約反應。華生使作為中性刺激的老鼠和作為非制約刺激的巨大聲響同時出現，並產生了作為非制約反應的恐懼反應。在一段時間內多次的反覆之後，老鼠轉變為制約刺激，也就是阿爾伯特對老鼠的單獨出現產生了制約反應，包括恐懼和逃避。華生更證明了兔子、毛皮外套、華生的頭髮、狗，諸如此類的東西都能用和老鼠實驗相同的方法產生類似的反應，即使在不同的房間進行實驗也是一樣，表示這個實驗對不同的物品和環境皆有效。一個月後再度測試出阿爾伯特依然會對這些東西產生恐懼。
這個實驗證明了人類的行為能夠被刻意的制約，並與佛洛伊德學說中認為人類行為來自非刻意產生的潛意識有所差異。
本實驗簡化如下：
聲音  =>恐懼
聲音  + 老鼠  =>恐懼
老鼠  =>恐懼

## 影響制約的因素

### CS-US配對時機

#### 提前制約

CS與US擺放次序

學習得最快就是透過提前制約 :69。常見有
- 延宕制約 delay conditioning：先顯示CS，但CS消失前已經顯示US。
- 痕跡制約 trace conditioning：先顯示CS，然後CS消失後才顯示US。例如主人先向貓說「開餐/吃飯」，然後再提供食物，久而久之，每當小貓聽到這句話就會走來準備。

#### 併行制約
併行制約 指CS與US同時顯示，但會製造較弱的反應。

#### 逆向制約
逆向制約，指US反先顯示，然後US消失後才顯示CS。而這個方法很難令到目標有反應。從巴甫洛夫的實驗，他要427次配對香草氣味 才做到只用痕跡制約只要20次配對就做到的效果。或者在教育方面，父母想讓小孩子學生字，若用此法，先給一些有趣的圖片再給字他看，小孩子的注意力反放在有趣的圖片而對文字沒有興趣。

### CS與US的突顯性或強度
- 強度 ，只有輕微的反應效用當然很少，例如例如向目標吹1/4鎊氣與5鎊的氣，後者比前者有更大反應[4]。或者用較大的電擊 會令到受試動物更快習得[5]。
- 突顯性 ，若該刺激物與生理需求有關或者容易在正常環境找到的東西類似就會引起較大的制約反應[6]。

### CS與US相關性
有些進化學上的關連會容易習得。例如大聲與電擊配對。

### CS與US偶然性
- 偶然性 指當CS出現有幾好能預測到US的出現。例如2種刺激經常一齊出現又經常一齊都不出現，目標會知道只有CS出現的時候，US才會發生。
- CS冗餘 ，好像主人經常用不同指令/同義詞 ，如「開餐」、「有東西吃」、「來吃吧」，來配對提供食物令到小貓很難去判斷甚麽才是有食物的訊號。

### CS與US接近性
接近性 指CS與US出現的時間間隔。一般來說，兩者越近就制約效果越好。

### 中間的思維過程
人們如果沒有特意去反省發生了的事情就不能察覺CS的出現。此方法帶來Covert conditioning，應用有系統減敏感療法，透過讓目標留意想刺激物來加強制約反應。

### 之前的經驗
- Latent inhibition（英语：Latent inhibition） / CS-preexposure，CS本身應該一開始不會對目標引起任何反應。在配對之前，目標應該從未得知CS的存在。
- US-preexposure 指US不經意地與背景連在一起，有點像近墨者黑的概念。例子是一個人經常見到兩個陌生人，甲君與乙君，但因為他因一些事不喜歡甲君，而導致其也討厭了乙君。

### CS與US的次數
一般來說沒有太大影響，不過重點是最初的配對比起之後的配對更有效用。

### 試驗間間隔
試驗之間隔得更遠則效果更佳。一個完整的試驗包含CS出現、US出現、目標反應三個步驟，例如，亮燈、為老鼠提供食物、老鼠去享受美食就是一個完整的試驗過程。但如果這個過程每隔5分鐘就出現1次，那麼燈光（CS）對老鼠來說就沒有太大意義，因為無論如何都會有食物，CS的出現無法帶來額外的訊息。這時，CS就失去了其預測功能。

### 年齡
與年幼制約的配對效果越佳。

### 壓力
施加輕度壓力的配對效果越佳，但過多反會削弱學習效果。

## 更高階制約
二階制約指當一個刺激物制約成功後，用該刺激物去學習新的刺激物的制約關係。例如「吃飯」指令 與「食物」引起了小貓的準備之後，主人每次說「吃飯」指令 就打開儲物櫃門。久而久之，每當小貓聽到打開儲物櫃門的聲音，就會準備。

示範小貓如何從原本的開罐頭刀與食物的制約學到新的關係

一般來說，此制約關係會較上述的直接制約效果較弱，因為沒有US的參與。也會令消退更易出現，小貓很快就忘記門與食物的關係。透過Evaluative conditioning，實驗員將一些受試者從未看過的人臉配上一些正面或負面的形容詞，一段時間後人們開始也對這些人臉出現相對的感覺。

## 反古典制約
厭惡療法就是透過這個方法反古典制約 來消除原本的制約關係，而製造新的制約關係。舉例來說，吸煙為人們帶來愉快的感覺。透過新的配對，用一些嚇人的穿肺相片令人們感到不自在或惡心，而令到原本制約關係消弱，達到戒煙的目的。

## 背後作用機制

學習的進程：一開始（u），期望值高越更易觸發學習。但之後CR逐潮減弱，因為期望值減弱

### 瑞思考勒-韦格纳模型
{\displaystyle \Delta V=\alpha \beta (\lambda -\Sigma V)}
在心理學中，Rescorla–Wagner model 指的是目標對US的期望 （, {\textstyle V}） 與US實際有多少。學習是因為期望{\textstyle V}的改變。而{\textstyle (\lambda -\Sigma V)}量度US有多「意外」。目標在制約之前會得「驚喜」，因為在最初當CS在目標者前出現，就帶來US。但之後，因為目標見到CS就能預計US而不再感到驚喜。這個方程式解釋了Blocking effect是如何發生。

## 以古典制約理論為基礎的行为治療
心理學以古典制約理論為基礎推導出了多種心理治療理論，包括了厭惡療法、系統脫敏感療法、氾濫療法、爆炸療法。其中氾濫療法和爆炸療法被用來使個體對事物產生焦慮，並因為潛在的危險而受到道德爭議。
古典制約可以短期使用，與人道的治療不一樣的是，花較少治療者的時間和被治療者的努力，這些療法最後可以使人對某些事物感到厭惡，也可以使人減少對某些事物的厭惡。

### 厭惡療法
厭惡療法又稱懲罰法，利用某些非制約刺激，以古典制約的原理使某些中性刺激轉變為制約刺激。治療之後使被治療者不再產生某種行為。這種療法通常被用在治療酗酒和毒癮，甚至性罪行。

### 系統減敏感療法
許多人都有對某些特定事物的感到恐懼或是敏感，而系統減敏感療法（Systematic desensitization）以漸進的方式建立一套療程，其中每一個步驟都以制約方式使得被治療者對這些事物的恐懼或敏感稍微減弱，在療程結束之後，被治療者將失去對這些特定事物的恐懼或是敏感。

### 洪水療法
洪水療法（flooding therapy）又称暴露疗法，它与系统脱敏疗法正好相反。洪水療法不需要进行任何放松训练，而一下子呈现最强烈的恐怖、焦虑刺激（衝擊）或一下子呈现大量的恐怖、焦虑刺激，以迅速校正病人对恐怖、焦虑刺激的错误认识，并消除由这种刺激引发的习惯性恐怖、焦虑反应。这种疗法通常被用在焦虑症和恐怖症。

## 神经科學的研究
許多神經科學的研究以加州海兔（California sea slug）這種被鰓類海洋腹足動物為實驗對象，這種動物擁有較小的神經系統，大約2000個神經元，並且能受到古典制約的影響，改變感受性（sensitization）和習慣化（habituation）。這種特性使牠們被用來做有關學習的研究。

## 延伸阅读
- Babsky E, Khodorov B, Kositsky G, Zubkov A. . Babsky E  (编).  2. Translated by Ludmila Aksenova; translation edited by H. C. Creighton. Moscow: Mir Publishers. 1989: 330–357. ISBN 978-5-03-000776-2  First published in Russian as «Физиология человека»
- Dayan P, Kakade S, Montague PR. . Nature Neuroscience. November 2000,. 3 Suppl: 1218–23. PMID 11127841. S2CID 12144065. doi:10.1038/81504.
- Jami SA, Wright WG, Glanzman DL. . The Journal of Neuroscience. March 2007, 27 (12): 3064–8  [2019-09-03]. PMC 6672468 . PMID 17376967. doi:10.1523/JNEUROSCI.2581-06.2007. （原始内容存档于2015-09-23）.
- Kirsch I, Lynn SJ, Vigorito M, Miller RR. . Journal of Clinical Psychology. April 2004, 60 (4): 369–92. PMID 15022268. doi:10.1002/jclp.10251.
- Pavlov IP. 由Anrep GV翻译. . Nature. 1927, 121 (3052): 662–664  [2007-05-02]. Bibcode:1928Natur.121..662D. PMC 4116985 . PMID 25205891. doi:10.1038/121662a0. （原始内容存档于2020-09-21）.
- Rescorla RA, Wagner AR. . Black A, Prokasky WF  (编). . New York: Appleton-Century-Crofts. 1972.
- Schmidt RF. . Schmidt RF, Thews G  (编). . Translated by Marguerite A. Biederman-Thorson Second, completely revised. Berlin etc.: Springer-Verlag. 1989: 155–156. ISBN 978-3-540-19432-3.
- wiki book on Animal behavior
- Chance P. . Belmont/CA: Wadsworth. 2008. ISBN 978-0-495-09564-4.
- Moore JW. . Springer Science & Business Media. 2012. ISBN 978-0387988054.
- Medin DL, Ross BH, Markman AB. . 2009.
- Kearney CA. . January 2011.
- Hilgard ER, Marquis DG. . New York: Appleton-Century-Crofts. 1961. ISBN 9780390510730.
- Razran G. . Boston: Houghton Mifflin. 1971.
- Black AH, Prokasy WF. . Appleton-Century-Crofts. 1972.